# سترا (إيطاليا)
سترا هي بلدة في مدينة البندقية بمقاطعة فينيتو الإيطالية.

## روابط خارجية
- خرائط جوجل – Stra, Italy (Map). رسم الخرائط من شركة جوجل. اطلع عليه بتاريخ 2019-04-01. {{استشهاد بخريطة}}: الوسيط غير المعروف |publisher-link= تم تجاهله (مساعدة)